# Хорват, Алексей Николаевич
Алексе́й Никола́евич Хорва́т (22 декабря 1836 — 1926) — русский патолог, профессор Казанского университета. Член II Государственной думы от Херсонской губернии.

## Биография
Православный. Из потомственных дворян Херсонской губернии. Землевладелец Александрийского уезда (120 десятин при имении Литвинки), домовладелец Казани (10 домов).
Окончил Ришельевский лицей и военное училище. Юнкером 1-го гусарского Сумского полка участвовал в Крымской войне.
Уволившись в отставку по болезни, занялся сельским хозяйством в своем имении. В 1865 году окончил Киевский университет по медицинскому факультету. С 1869 по 1882 год за собственный счет продолжал образование за границей, слушая лекции в лучших европейских университетах и посещая научные центры и клиники. В 1876 году защитил магистерскую диссертацию «Об охлаждении поперечно-полосатых мышц лягушки» и был утвержден Советом Киевского университета в степени доктора медицины.
В 1882—1896 годах состоял ординарным профессором Казанского университета по кафедре общей патологии. Стал одним из пионеров исследований в области терморегуляции. Опубликовал ряд работ по физиологии мышц и дыхания.
Избирался почетным мировым судьей города Казани на два трехлетия (1889—1892, 1895—1898) и гласным Казанской городской думы.
В октябре 1896 года был уволен из университета «вследствие борьбы с администрацией». Выйдя в отставку, вернулся в своё имение Херсонской губернии и посвятил себя медицинской практике и опытам над животными. В октябре 1902 года, по представлению физико-математического факультета Казанского университета, был вновь избран профессором Казанского университета по кафедре физиологии, однако не был утвержден министерством.
В феврале 1907 года был избран членом II Государственной думы от Херсонской губернии. Входил во фракцию октябристов. Осенью того же года баллотировался в III Государственную думу по 1-му съезду городских избирателей Казани, однако не прошел.
По некоторым данным, после Октябрьской революции Хорват арестовывался, а его имение было разорено.
Умер от брюшного тифа в Александрии в 1926 году.

## Награды
- светло-бронзовая медаль «В память войны 1853—1856 гг.» на Андреевской ленте.

## Сочинения
- Об охлаждении поперечно-полосатых мышц лягушки. Киев, 1876;
- Об отношении общей патологии к физиологии // Учебные записки Казанского университета. 1883;
- К учению о корневой силе: О движении воды по растению // Труды Казанского общества естествознания. 1893;
- О гипертрофии сердца: Из лекции по общей патологии. Казань, 1895;
- Zur Physiologie der tierischen Warme // Zentralblatt für die medizienische Wissenscraft. 1872;
- Zur Lehre vom Winterschlafe // Zentralblatt für die medizienische Wissenscraft. 1872;
- Über das Verhalten der Frosche gegen die Kälte // Zentralblatt für die medizienische Wissenscraft. 1873;
- Zur Kälteanasthesie // Zentralblatt für die medizienische Wissenscraft. 1873;
- Zur Physiologie der Darmbewegungen // Zentralblatt für die medizienische Wissenscraft. 1873;
- Zur Lehre von der Elastizität // Zentralblatt für die medizienische Wissenscraft. 1873;
- Zur Abkühlung der Warmblüter // Pfluger’s Archiv. 1876. XII;
- Beiträge zur Physiologie der Respiration // Pfluger’s Archiv. 1876. XIII;
- Beiträge zur Lehre über die Würzelkraft. Bewegumg des Wassers in der Pflanzen. Strasbourg. 1877;
- Über den Einfluss der Ruhe und der bewegung auf das Leben // Pfluger’s Archiv. 1878;
- Beitrag zur Lehre über den Winterschlaf // Würzburgische physisch-medizinische Verhandlung. 1878. XII.